# Galepsus feae
Galepsus feae är en bönsyrseart som beskrevs av Ermanno Giglio-Tos  1911. Galepsus feae ingår i släktet Galepsus och familjen Tarachodidae.